# Máu nhuộm sân chùa
Máu nhuộm sân chùa là tên vở cải lương kiếm hiệp của Việt Nam do soạn giả Yên Lang sáng tác và phát hành vào thập niên 70.

## Nội dung
Câu chuyện nói về cuộc đời bất hạnh của cậu bé mồ côi cha mẹ, tên Trần Tự Tâm, được sư phụ trong chùa nuôi dưỡng và dạy dỗ nên người. Cha mẹ đứa bé là chưởng môn của phái Tuyết Sơn, người không may mắn đã bị bọn nịnh thần do Chu Thiên Các cầm đầu âm mưu và sát hại để tước ngôi vị chưởng môn. Đôi vợ chồng chưởng môn bị sát hại dã man và để lại một đứa con thơ vô tội mới vài tháng tuổi. Sau khi giết hại chưởng môn, chúng tìm đến đứa bé con của chưởng môn để giết hòng diệt cỏ tận gốc để tránh hậu quả trả thù về sau. Trong lúc nguy nàn, một người thủ hạ trung thành của trưởng môn xấu số tên là Dư Phong đã bồng đứa bé bỏ trốn vì sự an nguy của đứa bé theo lời trăn trối của người chết. Dư Phong bị bọn phản đồ Chu Thiên Các truy đuổi và bị đánh trọng thương. Ông cố sức ôm đứa bé chạy đến một ngôi chùa và được nhà sư băng bó vết thương và tìm nơi lánh nạn, còn đứa bé thì được nhà sư giấu phía sau tượng phật trước sân chùa. Bọn phản đồ tìm đến lục soát ngôi chùa và tra tấn nhà sư, vì bảo vệ cho đứa bé nên nhà sư đã bị bọn dã man hành hung móc mắt ông và khiến ông trở nên mù lòa. Lúc đó chúng nghe tiếng khóc của đứa bé phía sau bức tượng phật và chúng đã bắt đứa bé ra và ném lên trời. Đúng lúc đó thì Dư Phong xuất hiện và dùng hết võ nghệ và sức lực cuối cùng lao tới hứng đứa bé trong tay và giao nó cho nhà sư mù lòa. Bọn Chu Thiên Các thấy Dư Phong liền vây quanh tấn công. Do sức yếu thế cô, nên Dư Phong không thể chống lại và bị hạ gục trước sân chùa. Hạ gục Dư Phong, chúng quay sang hầm hét bắt nhà sư phải trao đứa bé trên tay cho chúng giết. Nhà sư như không nghe thấy và vẫn để đứa bé trong lòng mà ngồi thiền niệm Phật. Bọn chúng lao vào định giết nhà sư thì bất ngờ có một sức mạnh vô hình hất chúng ra xa thế là bọn chúng bỏ chạy hết.
Thế rồi 20 năm qua đi, đứa bé mồ côi lớn lên trong ngôi chùa bình yên với bàn tay chăm sóc của sư chùa. Một hôm sau, những chuỗi ngày bình yên trong chùa Thiên Nhai Tự, chàng tu sĩ Trần Tự Tâm nhận được một bức mật thư được trao bởi một người con gái xưng tên là Nhược Thủy, con của một người khách lạ danh hiệu là Thiên Nhai Khắc và cũng chính là tác giả tức bức mật thư. Bức thư nói về cái chết thảm thương của cha mẹ chàng trong một cơn phiến loạn bị phản đồ ám sát. Trần Tự Tâm không hề biết người viết bức mật thư chính là Dư Phong, người đã bảo vệ chàng lúc còn thơ thoát khỏi cái chết từ tay bọn phản đồ của 20 năm về trước. Dư Phong lấy tên giả là Thiên Nhai Khắc vì không muốn thế gian biết đến cái tên Dư Phong đã mai danh ẩn tích 20 năm qua kể từ ngày Trưởng môn phái Tuyết Sơn bị sát hại. Sau khi đọc xong bức mật thư và đắng đo suy nghĩ nên ra đi trả thù cho cha mẹ hay ở lại chùa với sư phụ và cuộc sống tu hành. Cuối cùng vì không thể bỏ sư phụ nên Tâm đành gác chuyện trả thù sang một bên và ở lại sớm hôm kề cận với sư phụ.
Một ngày nọ, con gái nuôi tinh nghịch nhưng có nhan sắc của Tô Tú Trinh, vợ Chu Thiên Các tên là Bạch Thiên Nga đến dạo chơi trước ngôi chùa và gặp chàng tu sĩ Trần Tự Tâm. Với bản tánh tinh nghịch và hống hách, Thiên Nga cố tình trêu chọc bắt nạt chàng tu sĩ và nàng trở nên thích thú với bản tánh quá hiền lành và khờ khạo của kẻ tu hành nên quyết định chọn Tự Tâm là thứ giải trí cho mình những lúc buồn phiền nhàn rỗi. Xong nàng gặp ngay Chu Khắc Kiệt ở cổng chùa. Chu Khắc Kiệt là con của trai riêng của Tô Tú Trinh, vợ Chu Thiên Các, với Dư Phong. Chu Thiên Các tuy là chồng của Tô Tú Trinh nhưng lão không biết rằng Chu Khắc Kiệt lại không phải là con ruột của lão mà chính là con của Dư Phong. Gã cũng không biết rằng Tô Tú Trinh đã thụ thai với Dư Phong trước khi bỏ Dư Phong chạy theo gã và chính Dư Phong cũng không biết Khắc Kiệt là con của mình. Tô Tú Trinh là một người đàn bà lăng loàng, độc ác và xảo huyệt.
Tô Tú Trinh gặp một cô gái. Người con gái đó nói cho bà biết nàng là con ruột của Chu Thiên Các với một người đàn bà mà Thiên Các đã bỏ rơi để chạy theo Tô Tú Trinh, bỏ hai mẹ con nàng cô đơn nghèo khổ và mẹ nàng đã chết trong một đêm mưa gió bão bùng vì nghèo đói, bệnh tật và buồn khổ. Tô Tú Trinh giả vờ nhận tội là kẻ cướp chồng và cha của người khác và chịu chết nhưng trong ý đang âm mưu hại cô gái kia. Lúc đó thì chàng tu sĩ Trần Tự Tâm trong chùa chạy ra ngăn cản việc giết người của cô gái đối với Tô. Trong lúc nói chuyện với tu sĩ, cô gái đã bị Tô phóng một phi tiêu độc vào vai và bất tỉnh. Sư phụ nghe tiếng la trước cổng chùa bèn bước ra xem và thấy đồ đệ dính líu vào án mạng nên đành ngậm ngùi tiễn biệt Tự Tâm ra đi vì tay chàng đã nhún vào máu nên không xứng đáng lưu trú lại chùa vì nghĩ rằng cô gái bị phóng trâm độc đã chết. Tâm vừa ngậm ngùi rời khỏi ngôi chùa than thương và sư phụ kính yêu thì sư phụ chuẩn bị chôn xác cô gái xấu số. Bất ngờ thay lúc đó Thiên Nhai Khắc xuất hiện và nói cố gái chưa chết và có thể cứu chữa được. Ông ta lấy một lọ thuốc đắp lên vết thương và cứu sống cô gái. Sư chùa cảm ơn và vui mừng vì cứ ngỡ Tự Tâm đã mang tội sát sanh nhưng lúc đó Tâm đã khăn gói lên đường phiêu bạc với cuộc đời đầy chông gai bão tố.
Trên đường phiêu bạc giang hồ băng qua đèo cao suối sâu, chàng bắt gặp một ông lão đang nằm bất tỉnh bên bờ suối. Tự Tâm dìu ông dậy và băng bó trị lành vết thương và được ông nhận làm đệ tử và truyền dạy võ công từ đó. Tự Tâm không hề biết lão chính là Chu Thiên Các, kẻ đã giết cha mẹ chàng, và lão cũng không biết chàng trai trẻ này là con của vị trưởng môn bất hạnh đã bị lão hạ sát 20 năm về trước. Và cũng chính lão ngày nay đã bị người vợ ngoại tình và lão đạo sĩ phái Không Động truy giết nhưng đã thoát và bất tỉnh bên bờ suối. Một ngày nọ, khi lão phát hiện thân thế của Tự Tâm, lão trở nên lạnh lùng và cấm Tự Tâm gọi lão bằng sư phụ như trước đây, lão giải thích là lúc gặp nạn lão có nguyện thề nếu bất kỳ ai cứu sống được lão thì lão sẽ trả ơn bằng cách truyền dạy võ công. Tự Tâm không hiểu rõ cách đối xử của lão, nhưng cũng không thắc mắc gì hơn và chỉ biết kính trọng và phục tùng sư phụ và cũng không biết sư phụ dạy võ công cho mình lại chính là kẻ đại thù của mình. Một ngày nọ chàng đang luyện võ dưới hang núi đá thì gặp lại Bạch Thiên Nga, con gái nuôi của Tô Tú Trinh. Nàng gặp lại chàng nhưng không phải là gã tu sĩ khờ khạo ngày xưa mà là một chàng trai võ nghệ. Hai người hỏi thăm nhau rồi nhắc lại chuyện xưa và dần dần yêu nhau. Đang lúc thề non hẹn biển thì Dư Phong xuất hiện và ngăn cản mối tình của hai người. Tự Tâm nhận ra Dư Phong chính là người đã gửi bức mật thư giải thích về quá khứ đau lòng của chàng. Chàng cảm động bái tạ Dư Phong và cùng Thiên Nga xúc động nói tiếng chia ly vì chàng và nàng là con của hai phái nghịch thù. Thiên Nga đau lòng vì mối tình vừa chớm nở lại dở dang nên nàng quay về khóc than với Chu Khắc Kiệt và nhận được sự dỗ dành yêu thương của anh vì anh rất yêu Thiên Nga nhưng nàng thì chưa hề hé môi đáp lại tình yêu đó.
Chu Khắc Kiệt vốn rất yêu Bạch Thiên Nga và đã thuyết phục Thiên Nga cùng chàng cử hành hôn lễ. Trong đêm hôn lễ trước giờ động phòng, chàng trai trẻ Trần Tự Tâm tìm đến người yêu Thiên Nga và cả hai cùng khóc than cho một mối tình tan dở. Thình lình Chu Khắc Kiệt, vị tân lang của nàng, bắt được cảnh hò hẹn này bèn tuốc gươm đánh nhau với Trần Tự Tâm. Lúc đó giờ cử hành hôn lễ đã đến nên cả hai anh hào hẹn hoãn cuộc tỉ thí vào một giờ sau. Lúc đó Dư Phong đã biết Chu Khắc Kiệt là con trai của mình và nghe lén biết cuộc hẹn tỉ thí của hai bên bèn bịt kín mặt giả dạng Chu Khắc Kiệt để đấu với Trần Tự Tâm hòng bảo vệ con trai khỏi cuộc tàn sát này. Nhưng khi đó Chu Khắc Kiệt xuất hiện và Trần Tự Tâm ngạc nhiên vì có đến 2 Chu Khắc Kiệt. Lúc này Chu Khắc Kiệt mới nói người bịt mặt kia chính là cha mình vì mẹ chàng vừa nói cho chàng biết. Lúc này người bịt mặt mới hiện mặt là Dư Phong. Trần Tự Tâm thấy vậy liền cúi đầu tạ lỗi vì đã không biết người bịt mặt lại là ông nên sắp thất kính. Nhưng tất cả mọi người điều không biết rằng Dư Phong đã bí mật hẹn với Chu Thiên Các trận chiến quyết tử để giải quyết ân quán ngày xưa. Giờ khắc đã đến và Chu Thiên Các cũng vừa xuất hiện. Lão đắc thắng vì đã luyện thành công bí kíp võ công Đông Kim Chỉ và dự định sẽ giết được Dư Phong. Dư Phong hô lớn để sơ tán mọi người và dùng tuyệt chiêu Thiên Địa Đồng Quy và chết chung với Chu Thiên Các.
Tự Tâm khóc than cho cả hai vì một bên là sư phụ và bên kia là ân nhân. Thế là ân oán giang hồ đã hết. Trần Tự Tâm trao lại Bạch Thiên Nga và quyền trưởng môn lại cho Chu Khắc Kiệt, còn chàng đi chôn cất hai vị tiền bối và trở lại ngôi chùa xưa phụng dưỡng sư phụ và giã từ đao kiếm.

## Ảnh hưởng
Máu nhuộm sân chùa là 1 trong những vở cải lương nổi tiếng nhất  của tác giả Yên Lang, được công diễn lần đầu tiên trên sân khấu Kim Chung vào những năm thập niên 1970 (thời kỳ hưng thịnh nhất của cải lương Việt Nam), sau đó được thu dĩa nhựa và cassette bởi các tài danh: Minh Cảnh, Minh Vương,  Lệ Thủy, Thanh Kim Huệ, Thanh Sang, Diệp Lang,...
Tác phẩm nhanh chóng làm nổi bật hơn nữa tên tuổi của các tài danh tham gia vở diễn, đặc biệt nhất là Danh ca Minh Cảnh đã thủ vai kép chánh với hình tượng "Chàng tu sĩ Trần Tự Tâm" được giới mộ điệu đón nhận nồng nhiệt.

## Phân vai
- Minh Cảnh (vai Trần Tự Tâm)
- Lệ Thủy (vai Bạch Thiên Nga)
- Thanh Kim Huệ (vai Chu Tuyết Hận)
- Minh Vương (vai Chu Khắc Kiệt)
- Thanh Sang (vai Dư Phong)
- Thanh Thanh Hoa (vai Nhược Thủy)
- Diệp Lang (vai Chu Thiên Các)
- Nam Hùng (vai Cao Tường Kiệt)
- Minh Chí (vai Hòa thượng)
- Kim Ngọc (vai Tô Tú Trinh)